# Мертл-авеню — Уиллоби-авеню (линия Кросстаун, Ай-эн-ди)
|   |   |   |   |
| · | · | · | · |

|   |   |   |   |
| · | · | · | · |

«Мертл-авеню — Уиллоби-авеню» (англ. Myrtle–Willoughby Avenues) — станция Нью-Йоркского метрополитена, расположенная на линии Кросстаун, Ай-эн-ди. Станция находится на пересечении Мертл-авеню и Мерси-авеню в округе Бедфорд — Стайвесант, Бруклин. На станции останавливается маршрут G (круглосуточно).

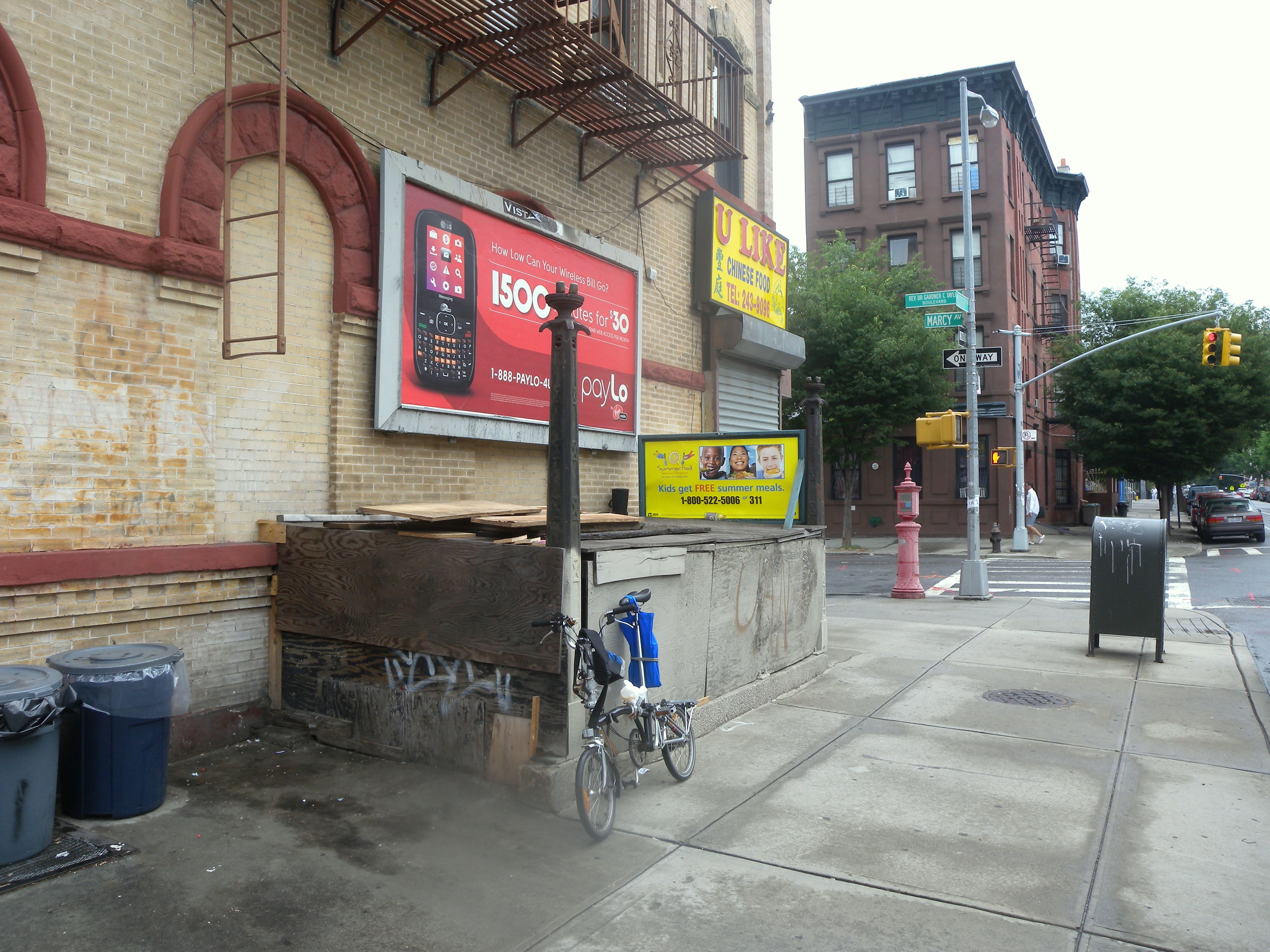
Закрытый выход на Уиллоби-авеню.

Станция была открыта 1 июля 1937 года. Представлена двумя боковыми платформами и двумя путями между ними. Стены покрыты белой плиткой с типичной для этой линии тёмно-зелёной декоративной линией. Также имеются мозаики с полным названием станции"MYRTLE — WILLOUGHBY AVE". Под декоративной линией есть маленькие чёрные мозаики с половиной названия станции. Мозаики, на которых написано «MYRTLE», чередуются с мозаиками «WILLOUGHBY». Обе мозаики выполненным белыми буквами на чёрном фоне. Балочные колонны станции окрашены в фиолетовый цвет, и на них также имеется название станции в виде чёрных табличек.
Выходы находятся в северных концах обеих платформ. Выход с платформы южного направления имеет три турникета и лестницу на северо-западный угол перекрёстка Мерси-авеню и Мертл-авеню. Выход с платформы северного направления содержит два полноростовых турникета, один турникет только на выход и лестницу на северо-восточный угол вышеупомянутого перекрёстка. Обе лестницы соединены переходом под станцией для бесплатного перехода между платформами. Обе платформы раньше имели ещё один выход в их южной части. Как сообщают указатели, эти выхыходы вели к Уиллоби-авеню. Эти выходы закрыты со стороны платформы железными цепями. Лестницы этих выходов ещё остаются нетронутыми.